# Beeldhoek

Tekening ter illustratie van de beeldhoek

Beeldhoek is een maat voor het deel van de wereld dat bij fotografie en vergelijkbare technieken op het beeld terechtkomt. Zo komt bij een hoek van 180° de helft van de wereld in beeld.
In praktische toepassingen is het beeld doorgaans een rechthoekig vlak, zodat bij de beeldhoek ook moet worden aangegeven hoe deze is gemeten. De beeldhoek wordt gewoonlijk uitgedrukt in graden, gemeten over een diagonaal van het beeld:
{\displaystyle \alpha =2\arctan \left({\frac {d}{2f}}\right)}
Hierin is d de lengte van de diagonaal van het beeld, beeldsensor of film, en f de brandpuntsafstand van het objectief.
Een kleinbeeldcamera met een standaardobjectief met f = 50 mm en d = 43,26 mm heeft volgens deze formule een openingshoek van 46,8°:
{\displaystyle \alpha =2\arctan \left({\frac {43{,}26}{2\times 50}}\right)=46{,}8^{\circ }}
De diagonaal van het beeld is de afstand van de ene hoek van het beeld naar de tegenovergestelde hoek. Dit is uit te rekenen met de stelling van Pythagoras:
{\displaystyle d={\sqrt {h^{2}+v^{2}}}}
Hierin is h de breedte en v de hoogte van het beeld. Bij een kleinbeeldcamera, zoals in het voorbeeld hierboven, is de diagonaal dus:
{\displaystyle d={\sqrt {36^{2}+24^{2}}}=43{,}27\,\mathrm {mm} }
De horizontale beeldhoek is kleiner dan de diagonale beeldhoek, aangezien de diagonaal langer is dan de breedte. In het voorbeeld van bovengenoemde camera en objectief bedraagt de horizontale beeldhoek 39,6 graden:
{\displaystyle \alpha _{\mathrm {hor} }=2\arctan \left({\frac {36}{2\times 50}}\right)=39{,}6^{\circ }}
Objectieven met een relatief grote beeldhoek (meer dan ongeveer 60°) worden groothoekobjectieven genoemd, die met een kleine (minder dan ongeveer 30°) teleobjectieven.

## Ander film- of sensorformaten
Voor camera's met een afwijkend sensor- of filmformaat zal de overeenkomstige brandpuntsafstand voor een bepaalde beeldhoek in verhouding groter of kleiner worden. Deze verhouding wordt crop-factor genoemd.

## Veel gebruikte brandpunten met respectievelijke beeldhoeken
| Brandpunt (mm)                                               | 13  | 15  | 18  | 21   | 24   | 28   | 35   | 43.3 | 50   | 70   | 85   | 105  | 135  | 180  | 200  | 300  | 400  | 500  | 600  | 800  | 1200 |
| Beeldhoek Diagonaal (°) "Full frame" (43,27 mm)              | 118 | 111 | 100 | 91.7 | 84.1 | 75.4 | 63.4 | 53.1 | 46.8 | 34.4 | 28.6 | 23.3 | 18.2 | 13.7 | 12.4 | 8.25 | 6.19 | 4.96 | 4.13 | 3.10 | 2.07 |
| Beeldhoek Diagonaal (°) "APS-C" (28,35 mm, crop-factor 1,53) | 95  | 87  | 76  | 68   | 61   | 54   | 44   | 36   | 32   | 23   | 19   | 15   | 12   | 9    | 8    | 5.4  | 4.0  | 3.2  | 2.7  | 2.0  | 1.35 |